# Clermont-en-Argonne
Pour les articles homonymes, voir Clermont et Argonne.
Clermont-en-Argonne est une commune française située dans le département de la Meuse, en région Grand Est.

## Géographie

### Situation
La commune de Clermont est située dans la région naturelle de l'Argonne.

### Sismicité
Commune située dans une zone 1 de sismicité très faible.

### Hydrographie
La commune est dans la région hydrographique « la Seine du confluent de l'Oise (inclus) à l'embouchure » au sein du bassin Seine-Normandie. Elle est drainée par l'Aire, la Cousances, le ruisseau de Beauchamp, la Vadelaincourt, le ruisseau de Parfonrupt, le Fossé 13 de la commune de Clermont-en-Argonne, le Fossé 08 de la commune de Clermont-en-Argonne, le ruisseau de Maconrut, le cours d'eau 16 de la commune de Clermont-en-Argonne, le Fossé 06 de la commune de Clermont-en-Argonne, le ruisseau de la Gorge de Verrières, le ruisseau d'Orvaux, le Fossé 16 de la commune de Clermont-en-Argonne, le ruisseau de la Gorge de Chatrices, le cours d'eau 11 de la commune de Clermont-en-Argonne, la Gorge aux Grès, le cours d'eau 15 de la commune de Clermont-en-Argonne, le Fossé 05 de la commune de Clermont-en-Argonne, le cours d'eau 01 des Granges, le ruisseau de la Prise, le ruisseau du Cuvet Mathelin, le Fossé 18 de la commune de Clermont-en-Argonne, le cours d'eau 01 de la Gorge aux Frênes, le cours d'eau 09 de la commune de Clermont-en-Argonne, le Rupt, le ruisseau du Bois du Parois, le ruisseau de Morepre, le ruisseau du Petit Cuvet, le Grand Ru, la Gorge du Diable, 
L'Aire, d'une longueur de 125 km, prend sa source dans la commune de Saint-Aubin-sur-Aire, à 324 m d'altitude, et se jette  dans l'Aisne, en rive droite à Senuc, à 104 m d'altitude, après avoir traversé 36 communes. 
La Cousances, d'une longueur de 29 km, prend sa source dans la commune de Souilly et se jette  dans l'Aire à Aubréville, après avoir traversé neuf communes. 
Le ruisseau de Beauchamp, d'une longueur de 11 km, prend sa source dans la commune de Beaulieu-en-Argonne et se jette  dans la Biesme à Sainte-Menehould, après avoir traversé quatre communes. 
La Vadelaincourt, d'une longueur de 20 km, prend sa source dans la commune de Lemmes et se jette  dans la Cousances sur la commune, après avoir traversé huit communes. 

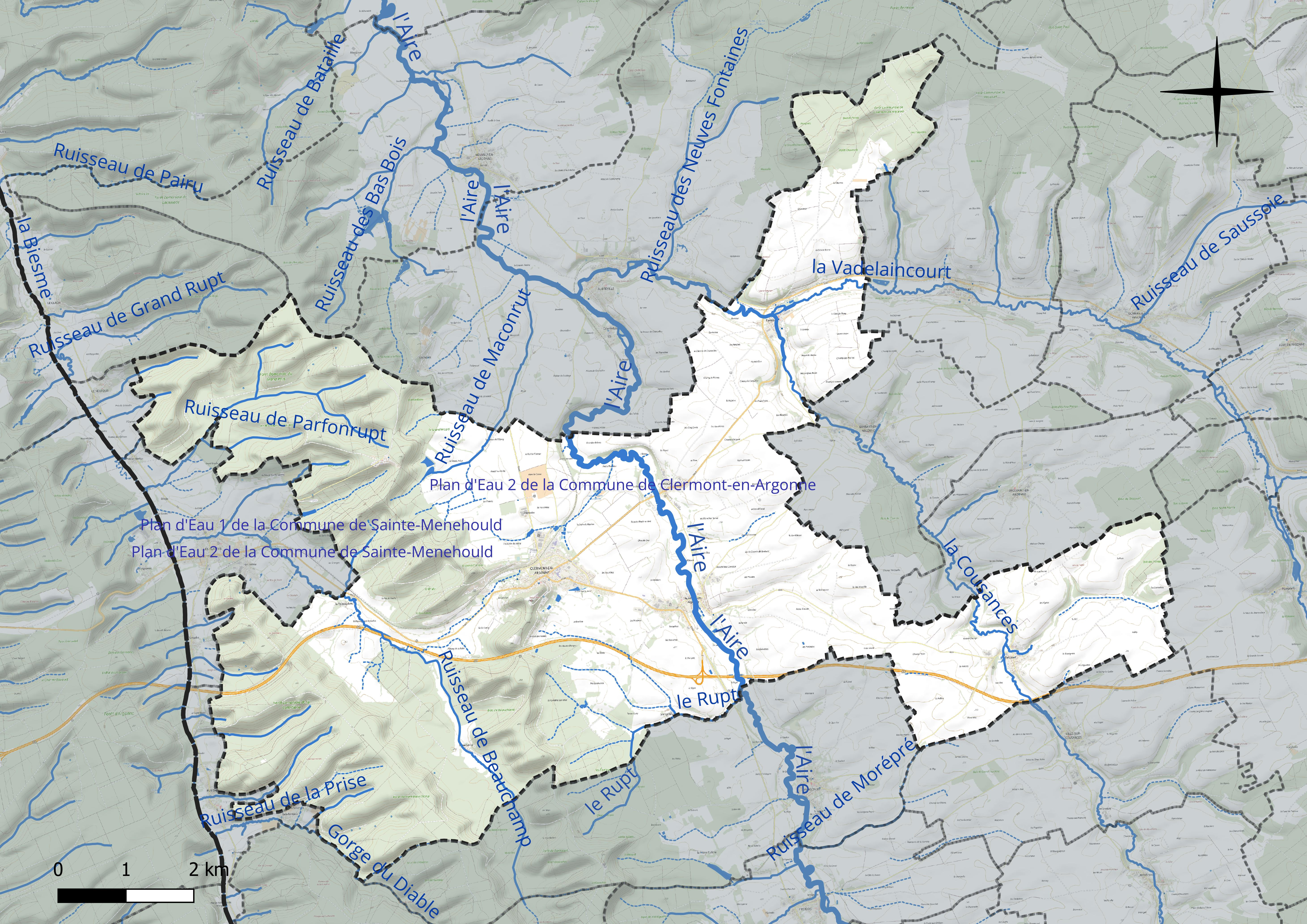
Réseau hydrographique de Clermont-en-Argonne.

Deux plans d'eau complètent le réseau hydrographique : le plan d'eau 1 de la commune de Clermont-en-Argonne (1,4 ha) et le plan d'eau 2 de la commune de Clermont-en-Argonne (1,2 ha).

### Climat
Pour des articles plus généraux, voir Climat du Grand Est et Climat de la Meuse.
En 2010, le climat de la commune est de type climat de montagne, selon une étude du Centre national de la recherche scientifique s'appuyant sur une série de données couvrant la période 1971-2000. En 2020, Météo-France publie une typologie des climats de la France métropolitaine dans laquelle la commune est exposée à un climat océanique altéré et est dans la région climatique  Lorraine, plateau de Langres, Morvan, caractérisée par un hiver rude (1,5 °C), des vents modérés et des brouillards fréquents en automne et hiver. 
Pour la période 1971-2000, la température annuelle moyenne est de 10 °C, avec une amplitude thermique annuelle de 15,7 °C. Le cumul annuel moyen de précipitations est de 985 mm, avec 14 jours de précipitations en janvier et 9,5 jours en juillet. Pour la période 1991-2020, la température moyenne annuelle observée sur la station météorologique de Météo-France la plus proche, « Aubréville_sapc », sur la commune d'Aubréville à 4 km à vol d'oiseau, est de 10,9 °C et le cumul annuel moyen de précipitations est de 854,3 mm. 
La température maximale relevée sur cette station est de 41,8 °C, atteinte le 25 juillet 2019 ; la température minimale est de −15,7 °C, atteinte le 20 décembre 2009,,. 
Les paramètres climatiques de la commune ont été estimés pour le milieu du siècle (2041-2070) selon différents scénarios d'émission de gaz à effet de serre à partir des nouvelles projections climatiques de référence DRIAS-2020. Ils sont consultables sur un site dédié publié par Météo-France en novembre 2022.

### Voies de communications et transports

#### Voies routières
- Autoroute A4, aussi appelée autoroute de l’Est : Échangeurs Clermont en Argonne, Sainte Menehould, Voie Sacrée.

#### Transports en commun

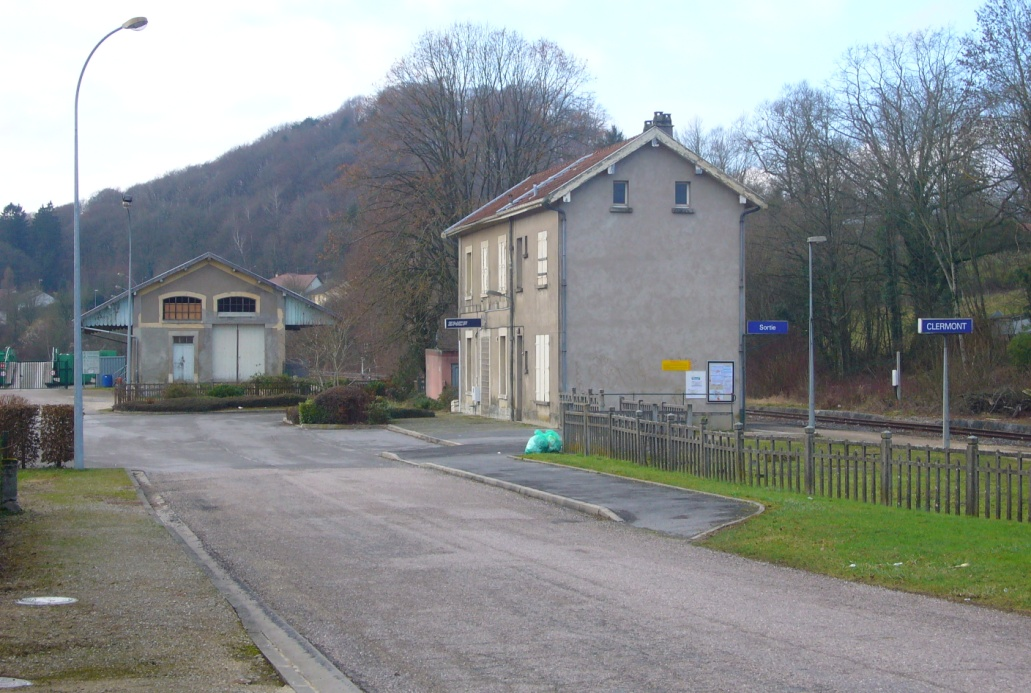
Gare de Clermont-en-Argonne.

- Fluo Grand Est.

#### Lignes SNCF
- Gare de Sainte-Menehould
- Gare de Meuse TGV
- Gare de Verdun

### Intercommunalité
Commune membre de la Communauté de communes Argonne-Meuse.

#### Communes limitrophes
| Les Islettes | Aubréville          | Aubréville |
| Les Islettes | Clermont-en-Argonne | Aubréville |
| Futeau       | Rarécourt           | Rarécourt  |

## Urbanisme
Plan local d'urbanisme approuvé le 27 décembre 2017.

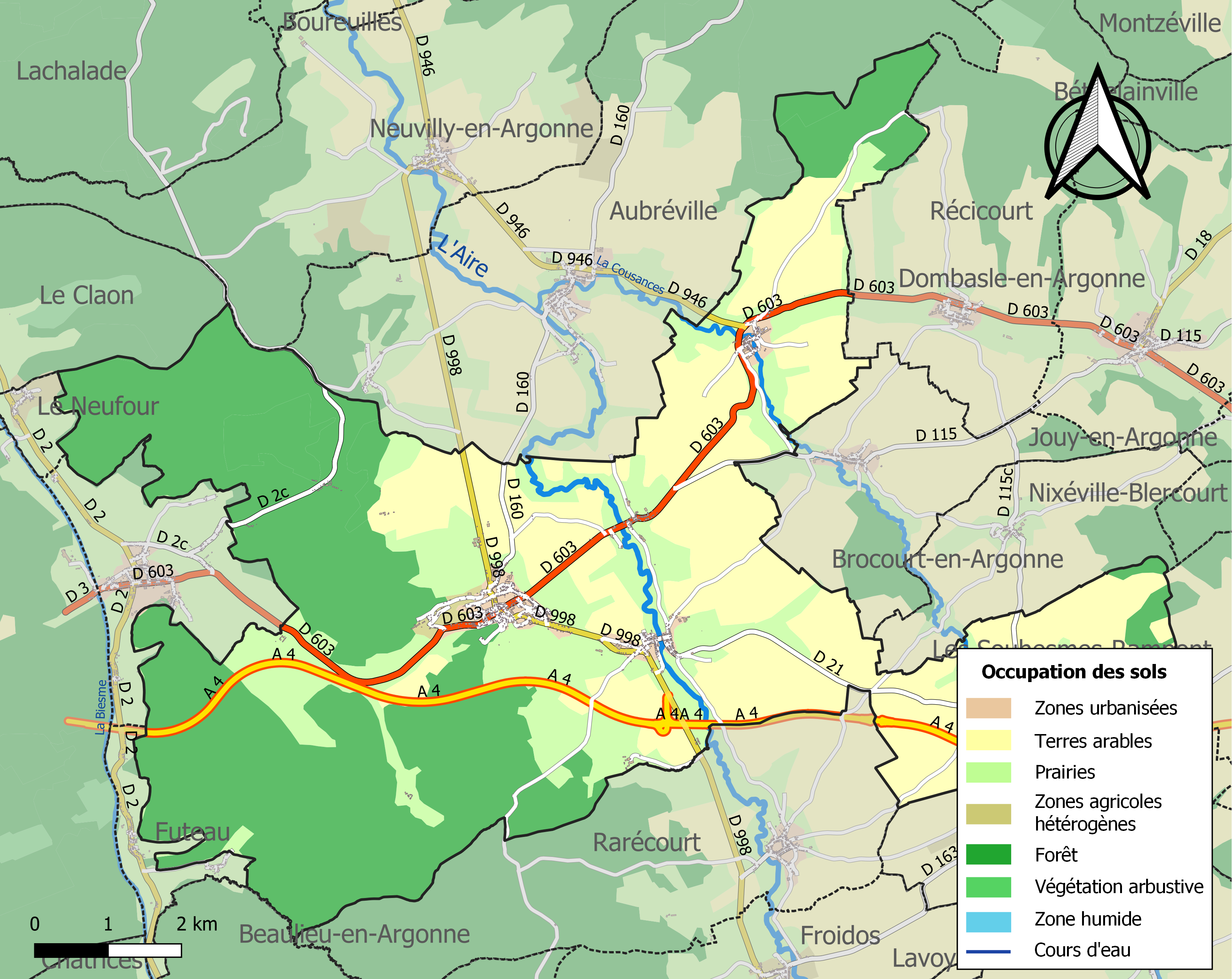
Carte des infrastructures et de l'occupation des sols de la commune en 2018 (CLC).

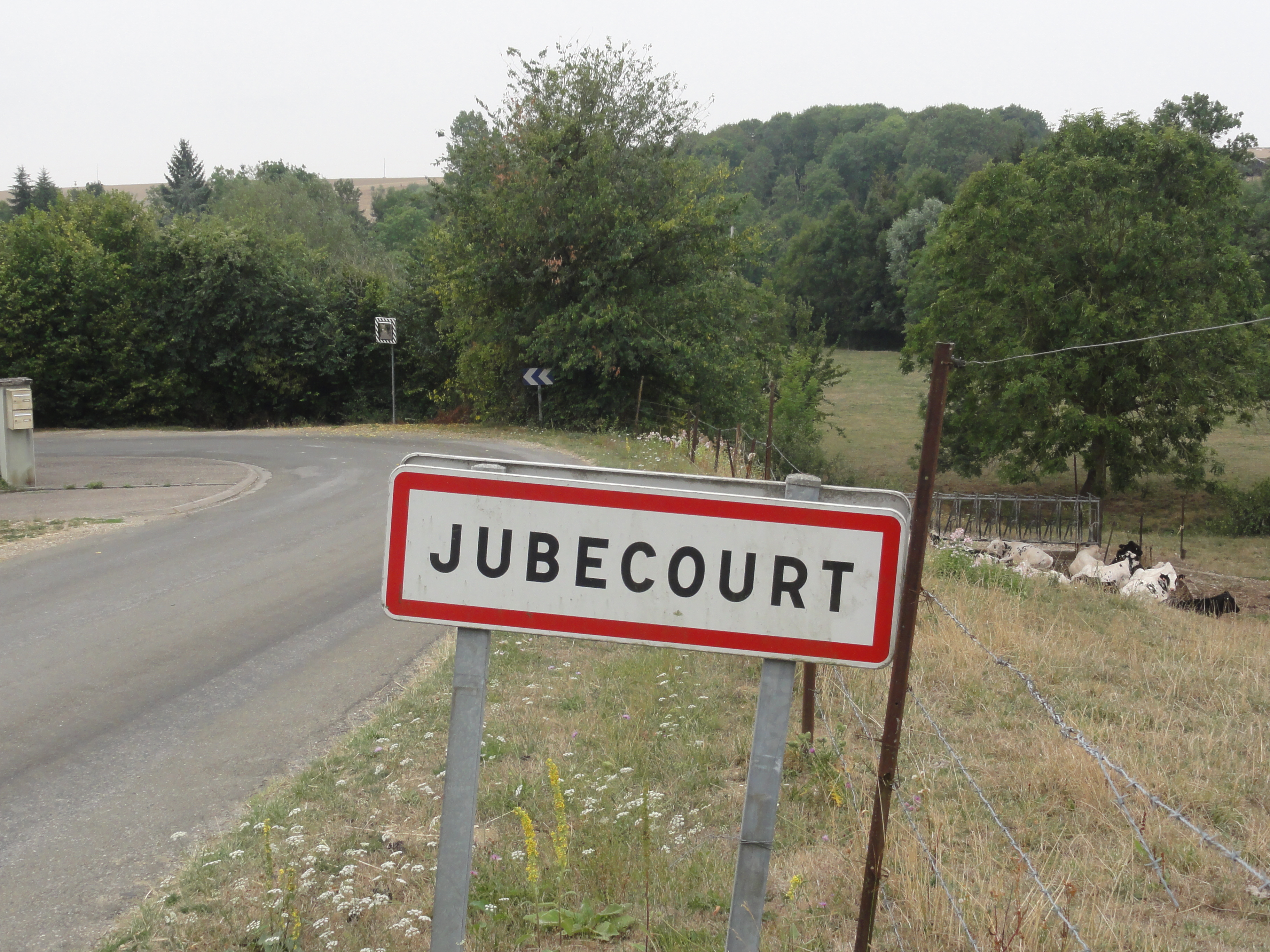
Entrée de Jubécourt.

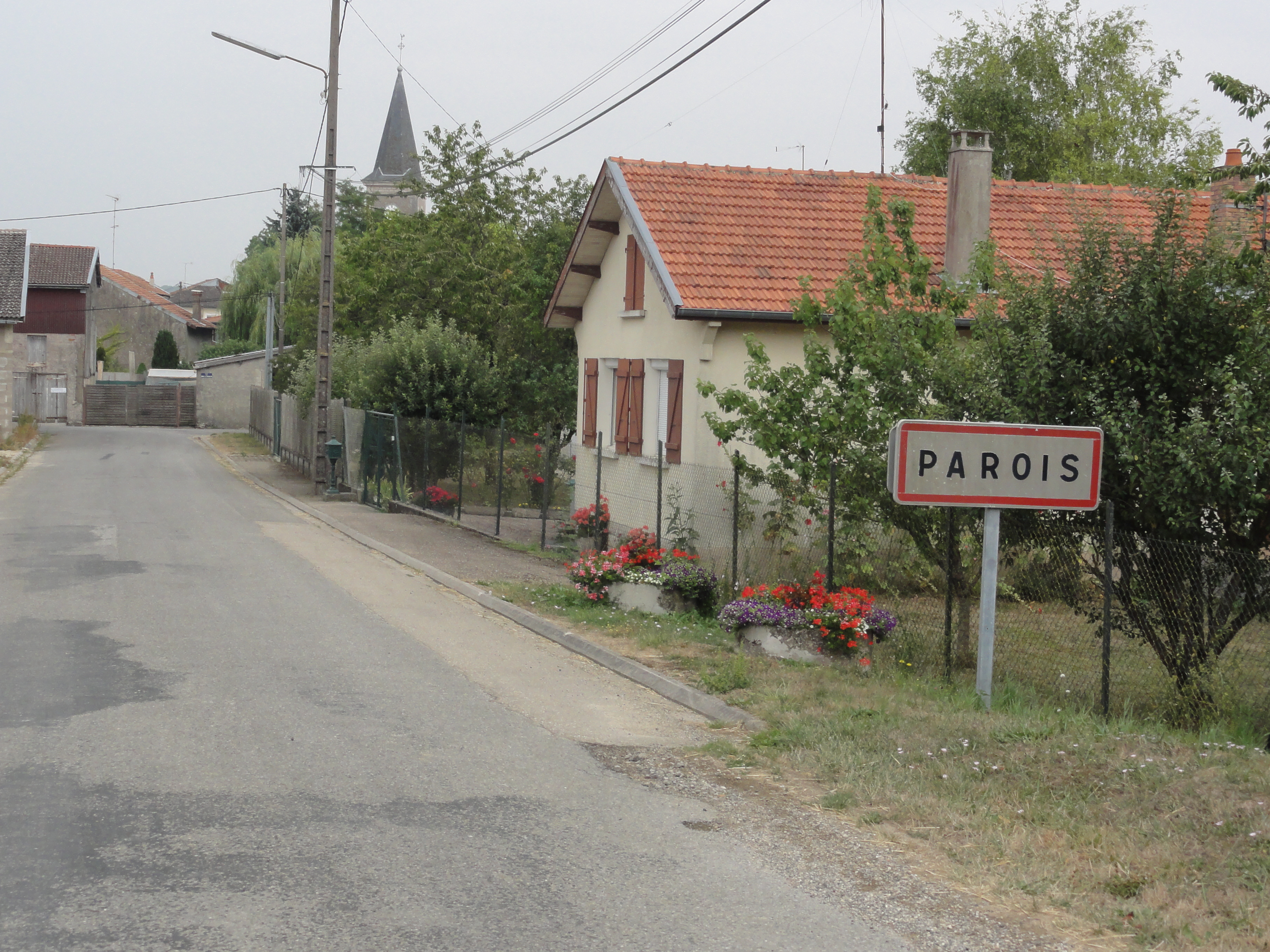
Entrée de Parois.

### Typologie
Au 1er janvier 2024, Clermont-en-Argonne est catégorisée commune rurale à habitat dispersé, selon la nouvelle grille communale de densité à sept niveaux définie par l'Insee en 2022.
Elle est située hors unité urbaine et hors attraction des villes,.

### Occupation des sols
L'occupation des sols de la commune, telle qu'elle ressort de la base de données européenne d’occupation biophysique des sols Corine Land Cover (CLC), est marquée par l'importance des territoires agricoles (54,8 % en 2018), une proportion sensiblement équivalente à celle de 1990 (55 %). La répartition détaillée en 2018 est la suivante : 
forêts (42,8 %), terres arables (33,8 %), prairies (20,6 %), zones urbanisées (2,3 %), zones agricoles hétérogènes (0,4 %). L'évolution de l’occupation des sols de la commune et de ses infrastructures peut être observée sur les différentes représentations cartographiques du territoire : la carte de Cassini (XVIIIe siècle), la carte d'état-major (1820-1866) et les cartes ou photos aériennes de l'IGN pour la période actuelle (1950 à aujourd'hui).

## Toponymie
Le nom de la localité est attesté sous les formes De Claro-Monte (1125) ; De Claromonte (1148) ; Clarus-Mons (1153) ; Claromons-Castrum (1156) ; Castrum-Clarimontis (XIIe siècle) ; Claromons ; Cleirmont (1349) ; Claremontem-Castrum (1502) ; Clairemont (1549) ; De Clarimonti (1642) ; Cleirmont-en-Argonne (1756).

De l'oïl cler « clair » et « mont », « Le mont lumineux ».

Au cours de la Révolution française, la commune porte le nom de Clermont-sur-Meuse.
L'Argonne est une région naturelle de la France, qui chevauche les départements de la Marne, des Ardennes et de la Meuse, à l'est du bassin parisien.

## Histoire

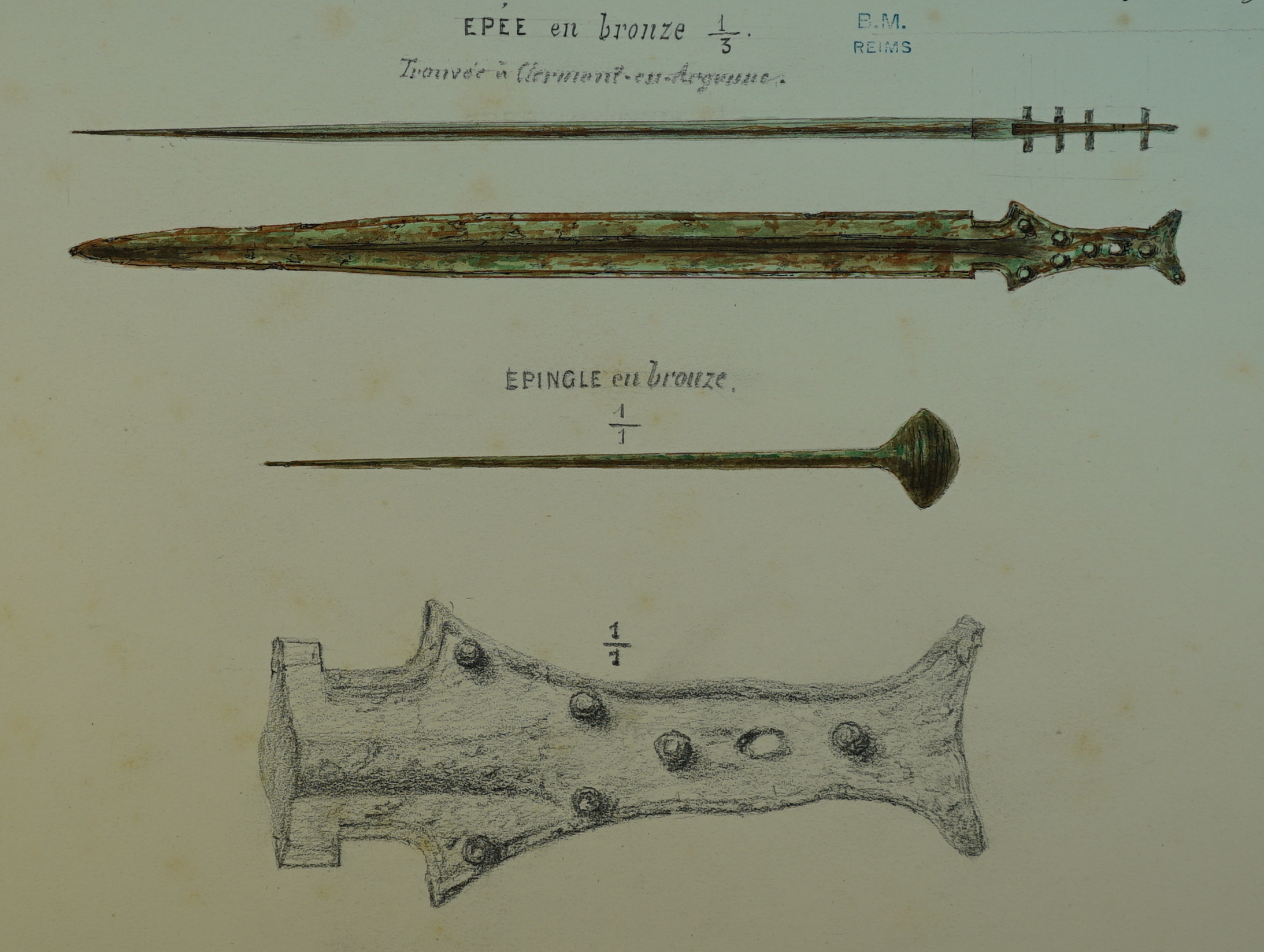
Épée gauloise découverte à Clermont, dessin de Gastebois.

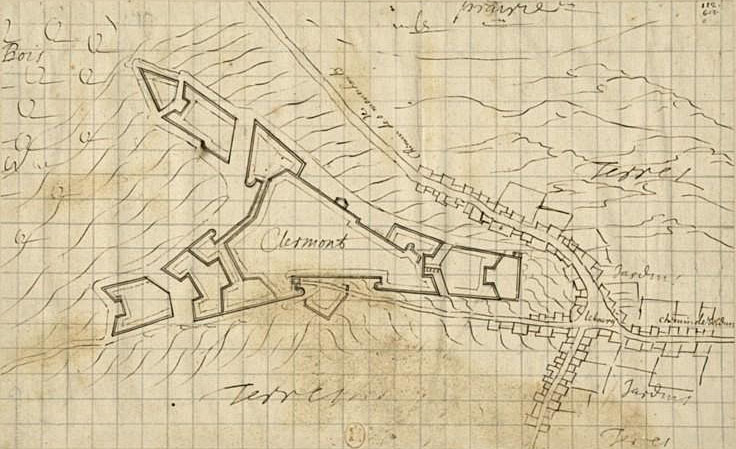
Plan des fortifications.

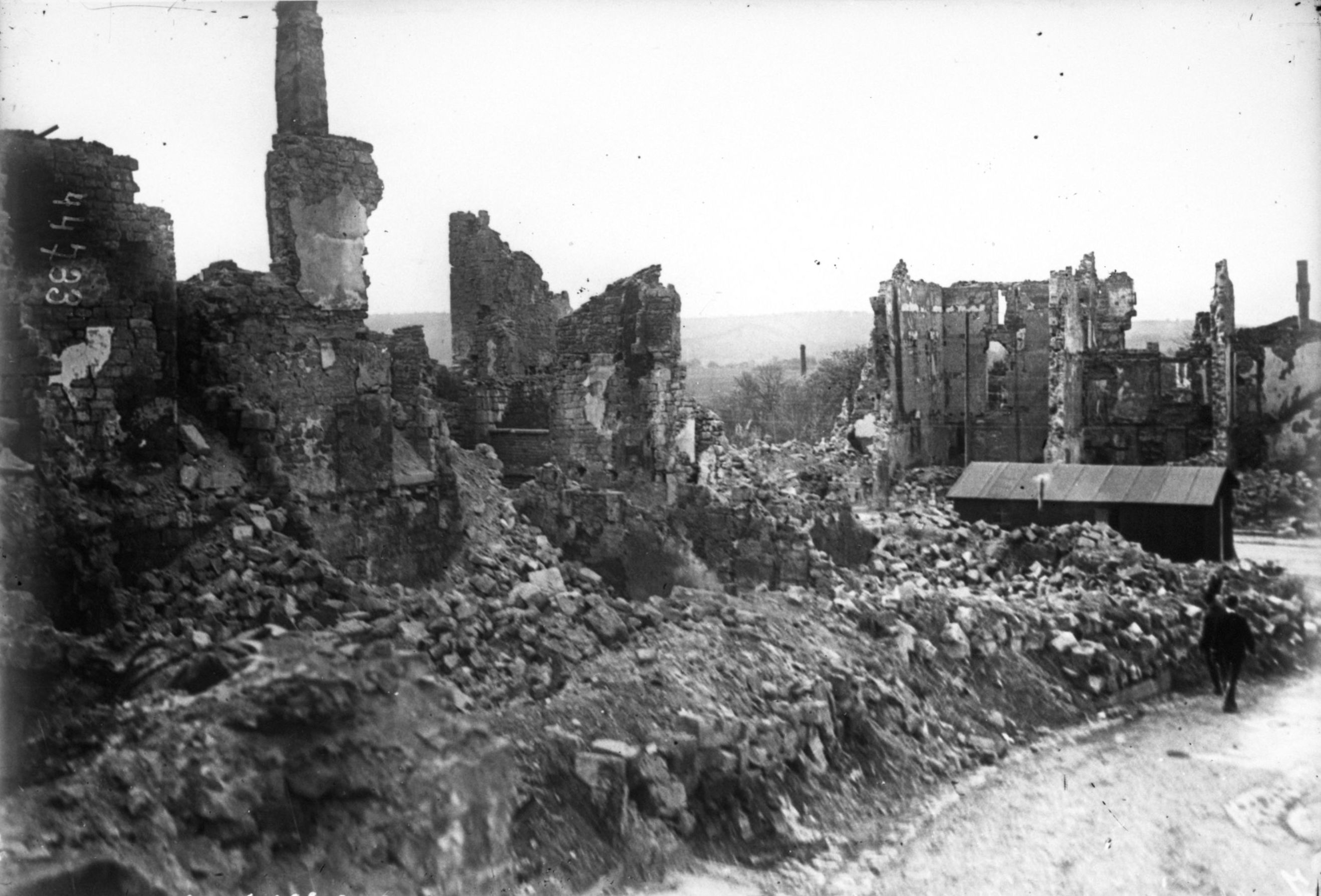
Le bourg en ruines (1915).

- Seigneurie de la maison de Gourcy durant l'Ancien Régime.
- Citadelle barroise, en 1654, un siège est mené par l’armée française commandée d’abord par Clerville, Vauban y participe[24] et prend le relais, ayant réparé la place l’année précédente[25].
- Chef-lieu du comté du même nom qui fut cédé à Louis XIV par le duc Charles IV de Lorraine et fut donné par le roi à son cousin le Grand Condé qui le transmit à ses descendants puis le titre passa à la maison d'Orléans en 1830, à la mort du dernier des Condé.
- Elle fut chef-lieu de district de 1790 à 1795.

### La rafle de Clermont-en-Argonne
Le 29 juillet 1944, une fusillade opposait des maquisards à des Allemands au cœur de Clermont-en-Argonne. Le lendemain, le bourg était cerné par des troupes allemandes, cent douze hommes — dont certains de passage — étaient arrêtés et cent d’entre eux étaient déportés ; vingt-huit seulement reviendront des camps (Camp de concentration de Natzweiler-Struthof et Camp de concentration de Dachau).

### Fusion de communes
Le 1er janvier 1973, Clermont-en-Argonne fusionne avec Auzéville-en-Argonne sous le régime de la fusion-association. Le 1er juillet 1973, Clermont-en-Argonne fusionne avec deux autres communes : Jubécourt et Parois, sous le même régime.

## Politique et administration

### Liste des maires
| Période                                  | Période      | Identité                                   | Étiquette | Qualité                                                                                        |
| ---------------------------------------- | ------------ | ------------------------------------------ | --------- | ---------------------------------------------------------------------------------------------- |
| Les données manquantes sont à compléter. |              |                                            |           |                                                                                                |
| mars 2001                                | mars 2008    | Bernard Villefayot                         | DVD       | Directeur général des services Conseiller général du canton de Clermont-en-Argonne (1994-2008) |
| mars 2008                                | 28 mars 2014 | François Lhuillier                         |           |                                                                                                |
| 28 mars 2014                             | En cours     | Alain Chapé Réélu pour le mandat 2020-2026 | DVD       |                                                                                                |

### Budget et fiscalité 2022

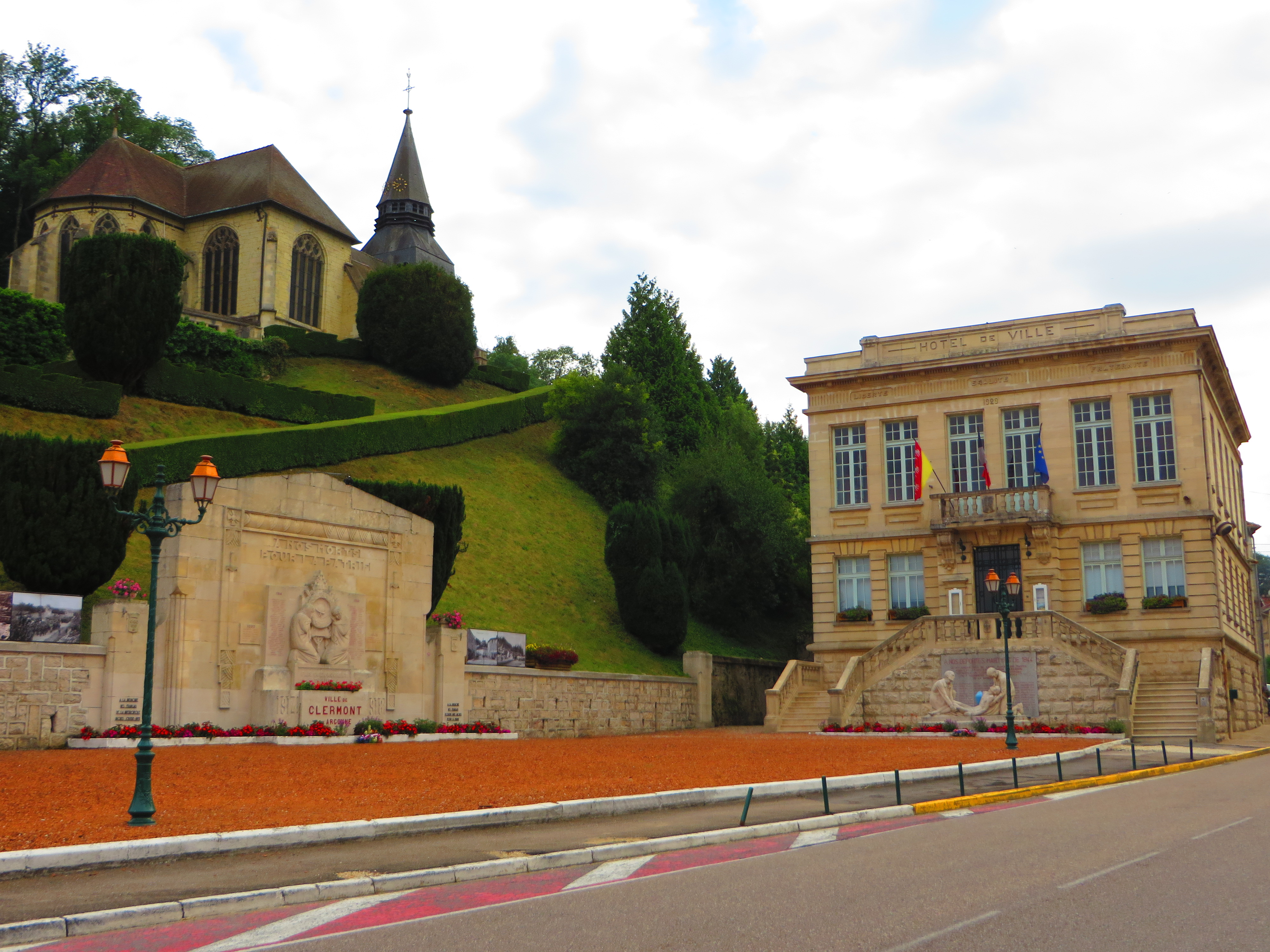
La mairie.

En 2022, le budget de la commune était constitué ainsi :
- total des produits de fonctionnement : 1 412 000 €, soit 949 € par habitant ;
- total des charges de fonctionnement : 1 020 000 €, soit 686 € par habitant ;
- total des ressources d'investissement : 855 000 €, soit 575 € par habitant ;
- total des emplois d'investissement : 1 015 000 €, soit 683 € par habitant ;
- endettement : 4 000 €, soit 3 € par habitant.

Avec les taux de fiscalité suivants :
- taxe d'habitation : 12,16 % ;
- taxe foncière sur les propriétés bâties : 38,60 % ;
- taxe foncière sur les propriétés non bâties : 29,06 % ;
- taxe additionnelle à la taxe foncière sur les propriétés non bâties : 43,61 % ;
- cotisation foncière des entreprises : 10,35 %.

Chiffres clés Revenus et pauvreté des ménages en 2020 : médiane en 2020 du revenu disponible, par unité de consommation : 20 850 €.

## Économie

### Entreprises et commerces

#### Agriculture
- Sylviculture et autres activités forestières.

#### Tourisme
- Restauration traditionnelle.
- Gîte rural à Rarécourt.
- Chambre d'hôtes à Parois, Futeau.

#### Commerces
- Commerces et services de proximité<.

## Population et société

### Démographie

#### Évolution démographique
L'évolution du nombre d'habitants est connue à travers les recensements de la population effectués dans la commune depuis 1793. Pour les communes de moins de 10 000 habitants, une enquête de recensement portant sur toute la population est réalisée tous les cinq ans, les populations de référence des années intermédiaires étant quant à elles estimées par interpolation ou extrapolation. Pour la commune, le premier recensement exhaustif entrant dans le cadre du nouveau dispositif a été réalisé en 2004.

En 2022, la commune comptait 1 428 habitants, en évolution de −4,23 % par rapport à 2016 (Meuse : −4,4 %, France hors Mayotte : +2,11 %).
| 1793  | 1800  | 1806  | 1821  | 1831  | 1836  | 1841  | 1846  | 1851  |
| ----- | ----- | ----- | ----- | ----- | ----- | ----- | ----- | ----- |
| 1 572 | 1 598 | 1 561 | 1 349 | 1 446 | 1 451 | 1 424 | 1 498 | 1 403 |

| 1856  | 1861  | 1866  | 1872  | 1876  | 1881  | 1886  | 1891  | 1896  |
| ----- | ----- | ----- | ----- | ----- | ----- | ----- | ----- | ----- |
| 1 315 | 1 330 | 1 304 | 1 303 | 1 303 | 1 283 | 1 389 | 1 346 | 1 265 |

| 1901  | 1906  | 1911  | 1921 | 1926 | 1931 | 1936  | 1946  | 1954  |
| ----- | ----- | ----- | ---- | ---- | ---- | ----- | ----- | ----- |
| 1 145 | 1 123 | 1 066 | 767  | 968  | 868  | 1 019 | 1 064 | 1 054 |

| 1962 | 1968  | 1975  | 1982  | 1990  | 1999  | 2004  | 2006  | 2009  |
| ---- | ----- | ----- | ----- | ----- | ----- | ----- | ----- | ----- |
| 911  | 1 080 | 1 605 | 1 778 | 1 794 | 1 767 | 1 642 | 1 636 | 1 570 |

| 2014  | 2019  | 2022  | - | - | - | - | - | - |
| ----- | ----- | ----- | - | - | - | - | - | - |
| 1 514 | 1 453 | 1 428 | - | - | - | - | - | - |

## Culture locale et patrimoine

### Lieux et monuments
- L'hôtel de ville.
- Dans le film de De l'or pour les braves, un dépôt d'or important est censé se trouver dans une banque de la ville (même si le film a été tourné en Yougoslavie).

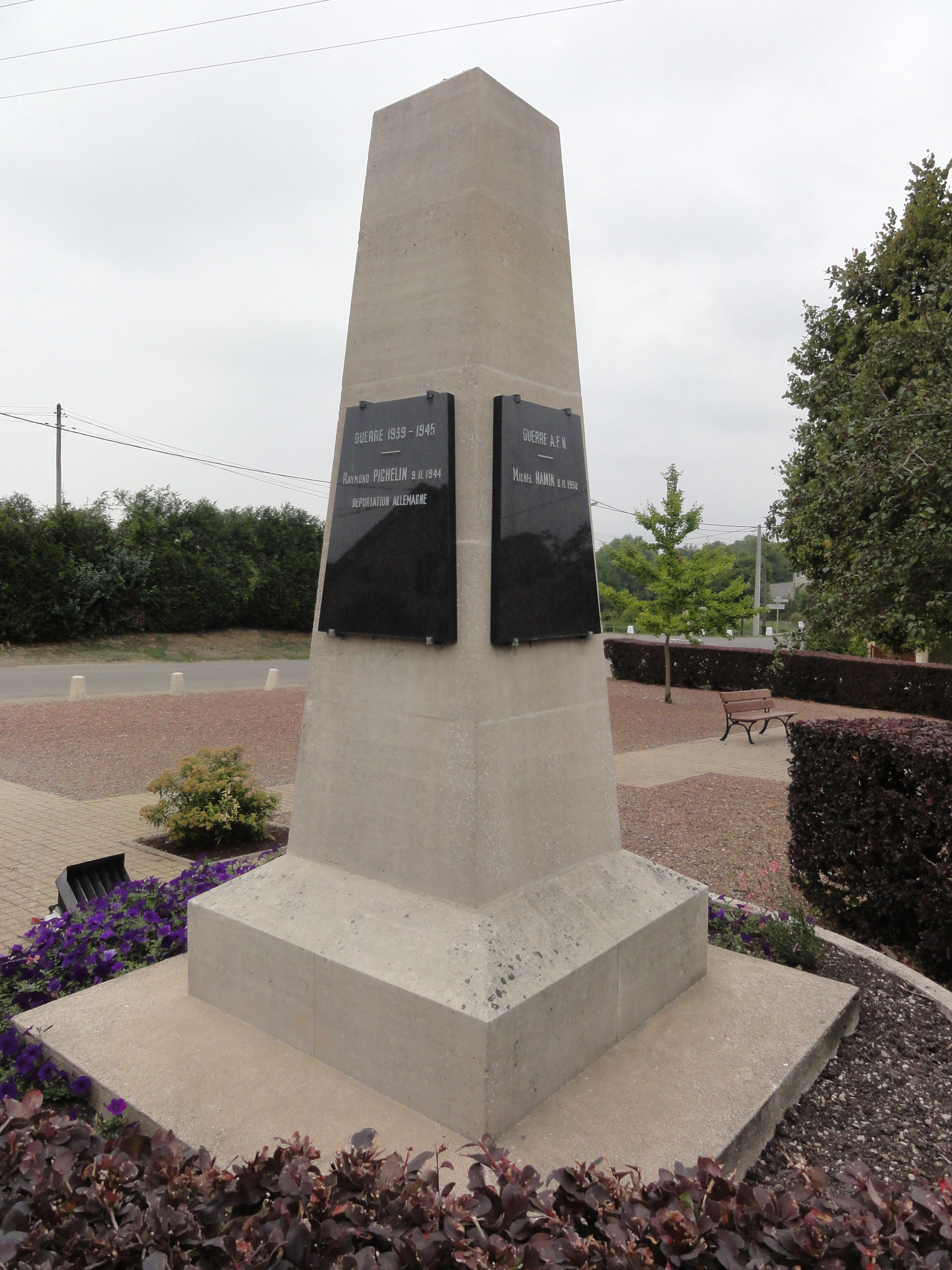
Monument aux morts de Jubécourt.
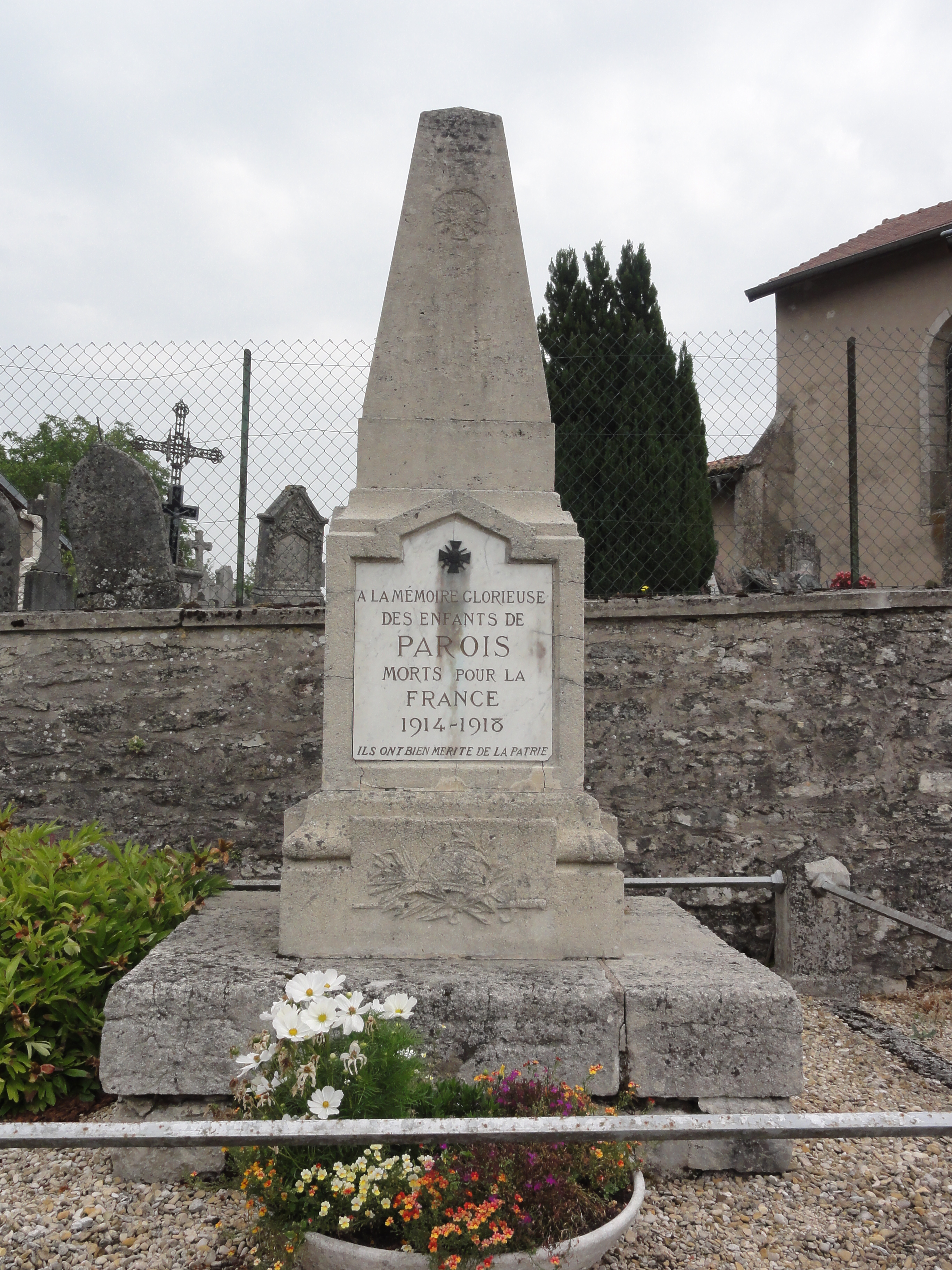
Monument aux morts de Parois.

- Les monuments aux morts de Clermont-en-Argonne, Auzéville en Argonne, Jubécourt, Parois et Vraincourt[34].
- Monument aux déportés martyrs de 1944 à Clermont-en-Argonne[35].
- Monument de la Réconciliation franco-allemande à Clermont-en-Argonne[36].

#### Monuments historiques
Plusieurs éléments du patrimoine ont été distingués par les monuments historiques. L'église de Clermont-en-Argonne a été classée en 1908, le plateau Sainte-Anne l'a été en 1922. Le colombier situé quartier d'Auzéville a été inscrit en 1997.
L'écart de Vraincourt compte deux monuments historiques inscrits :
- l'ancienne motte castrale de Vraincourt, datant du XIe siècle, inscrite par arrêté du 22 novembre 1990[40] (propriété privée) ;
- la maison à pans de bois[41], datant des XVIe et XVIIIe siècles, a fait l'objet d'une inscription sur inventaire supplémentaire des monuments historiques par arrêté du 20 juillet 1990[42] (propriété privée), située au 15, route de Paris.

#### Édifices religieux

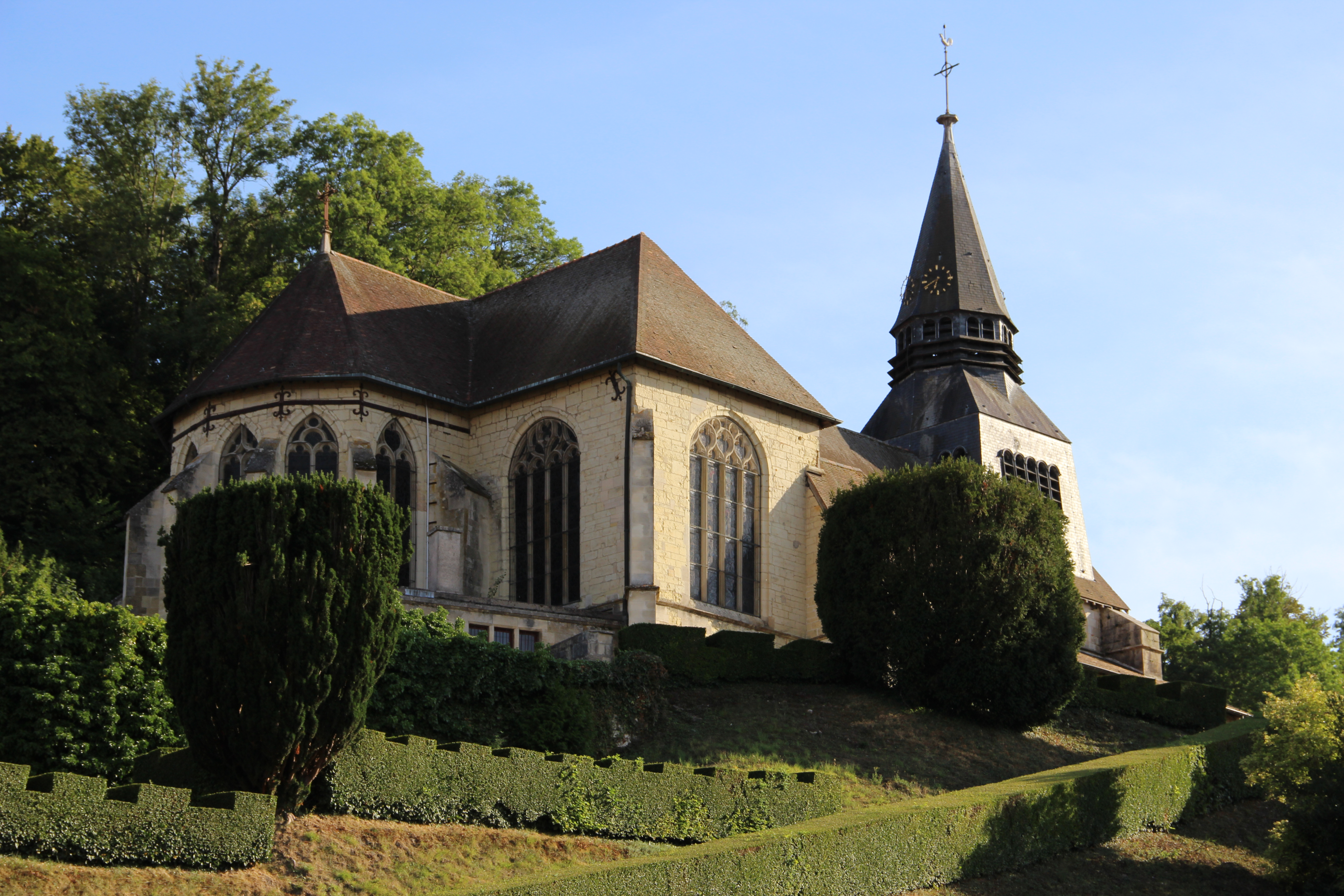
L'église Saint-Didier de Clermont-en-Argonne.
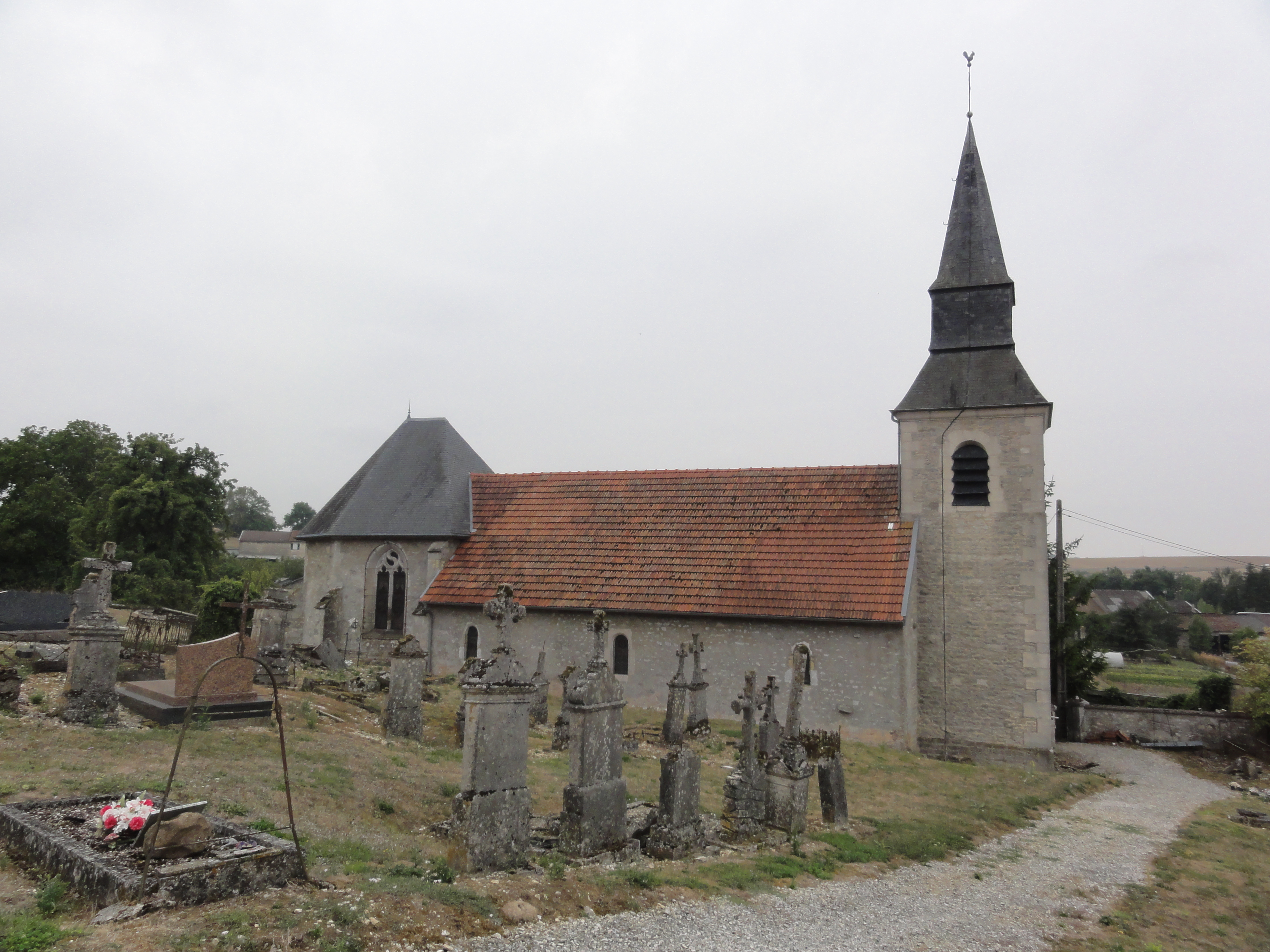
L'église Saint-Michel de Jubécourt.
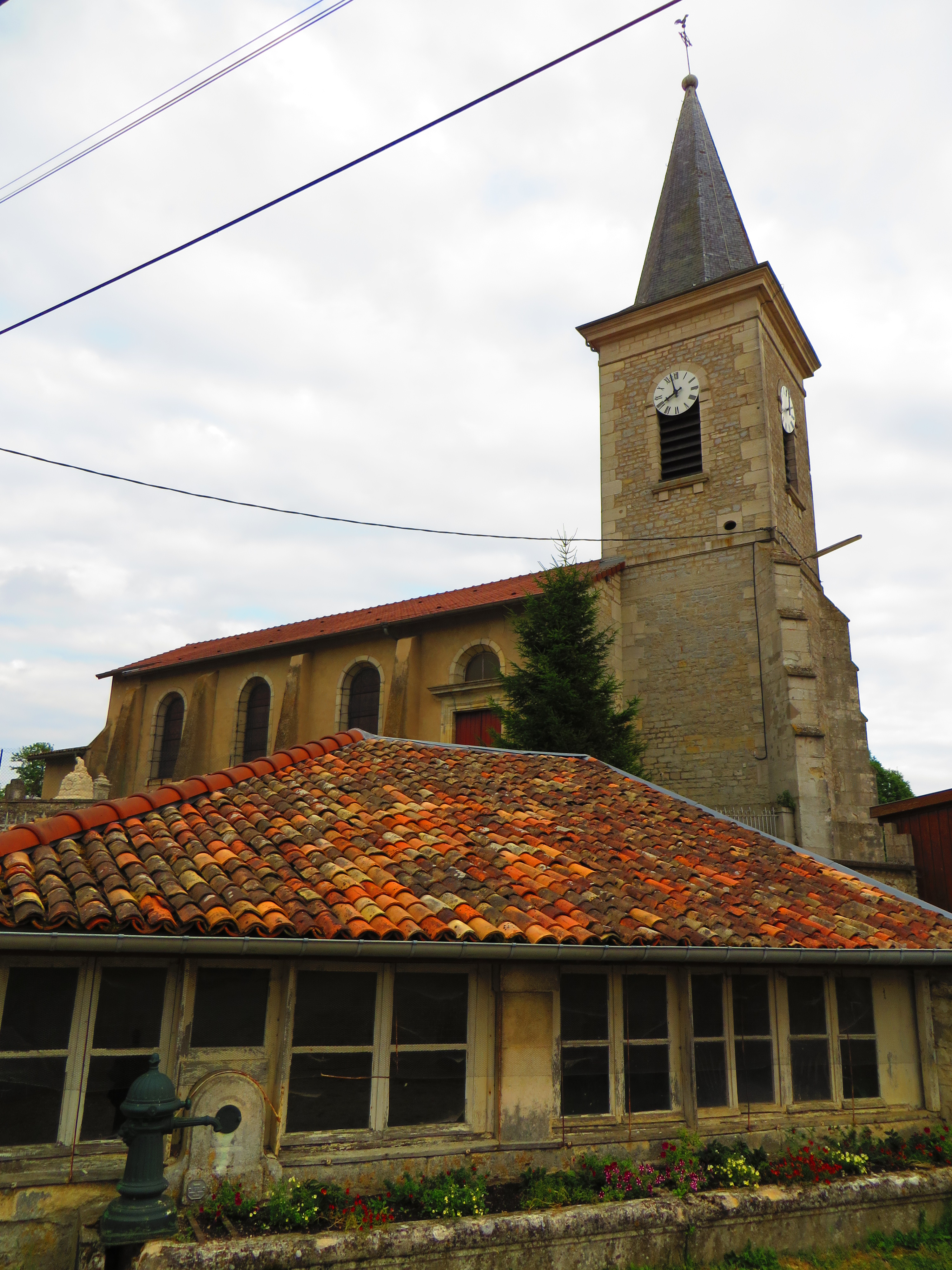
L'église Saint-Vannes de Parois.
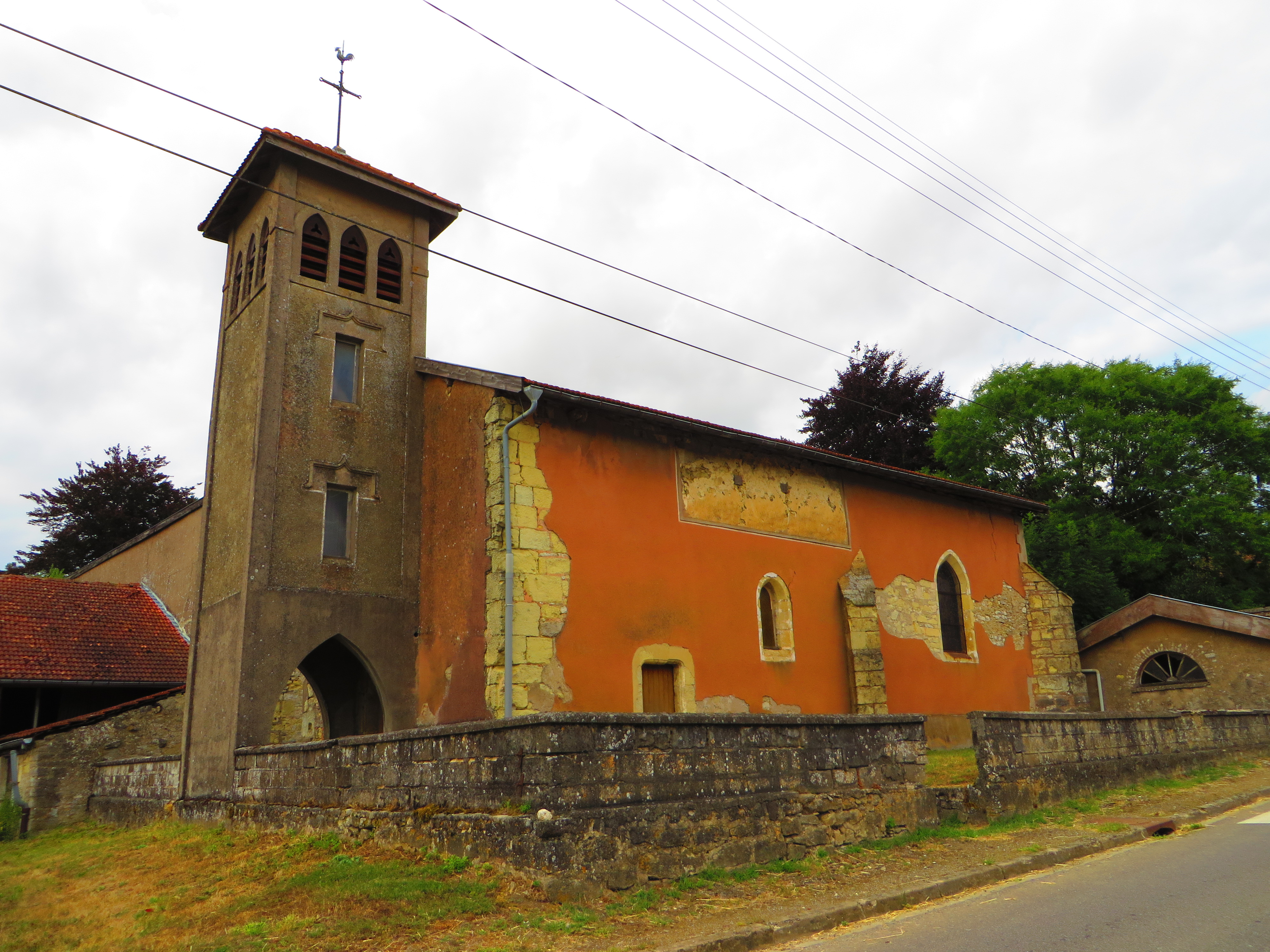
L'église Saint-Rémi de Vraincourt.
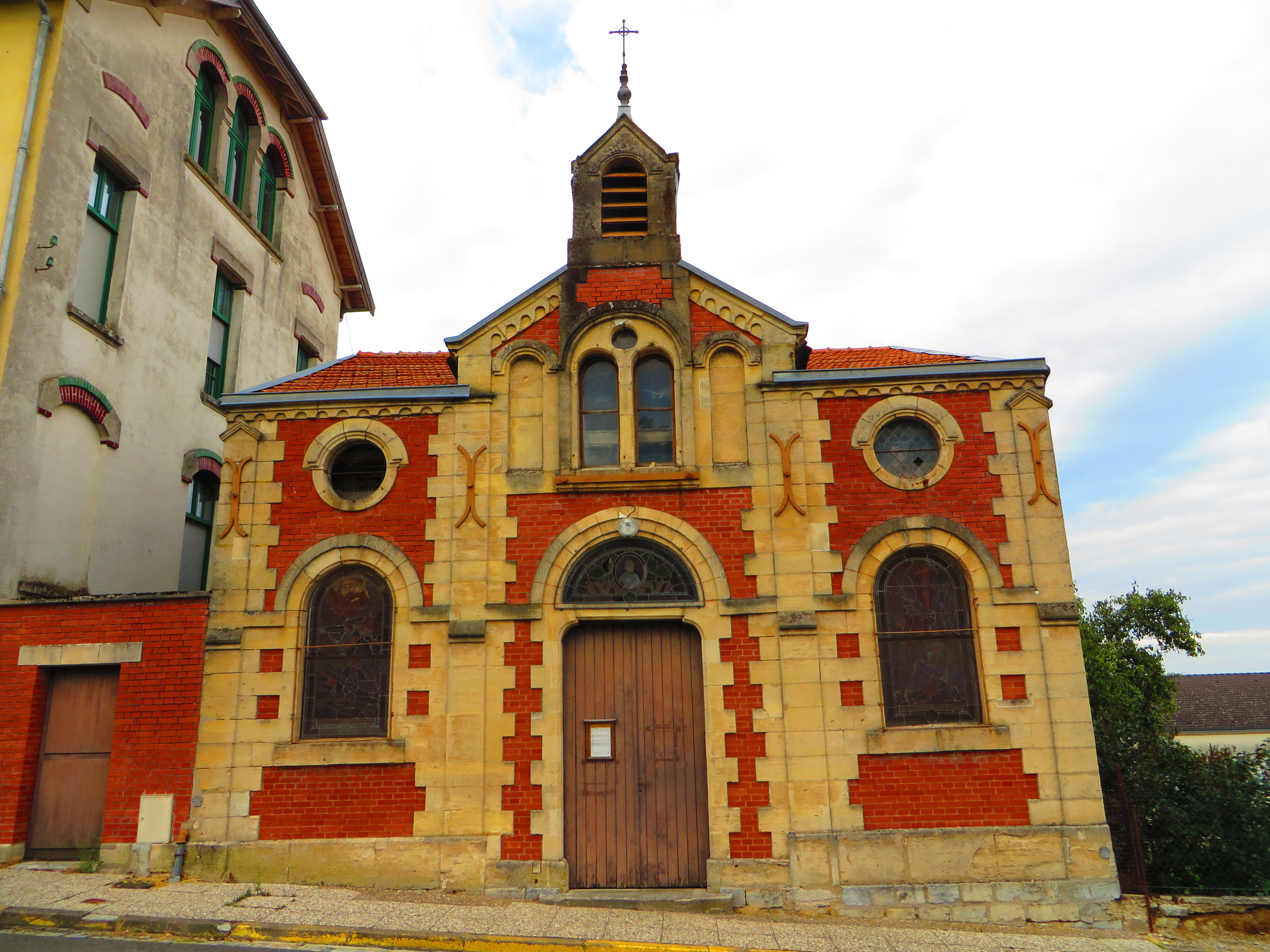
La chapelle de l'ancienne faïencerie.
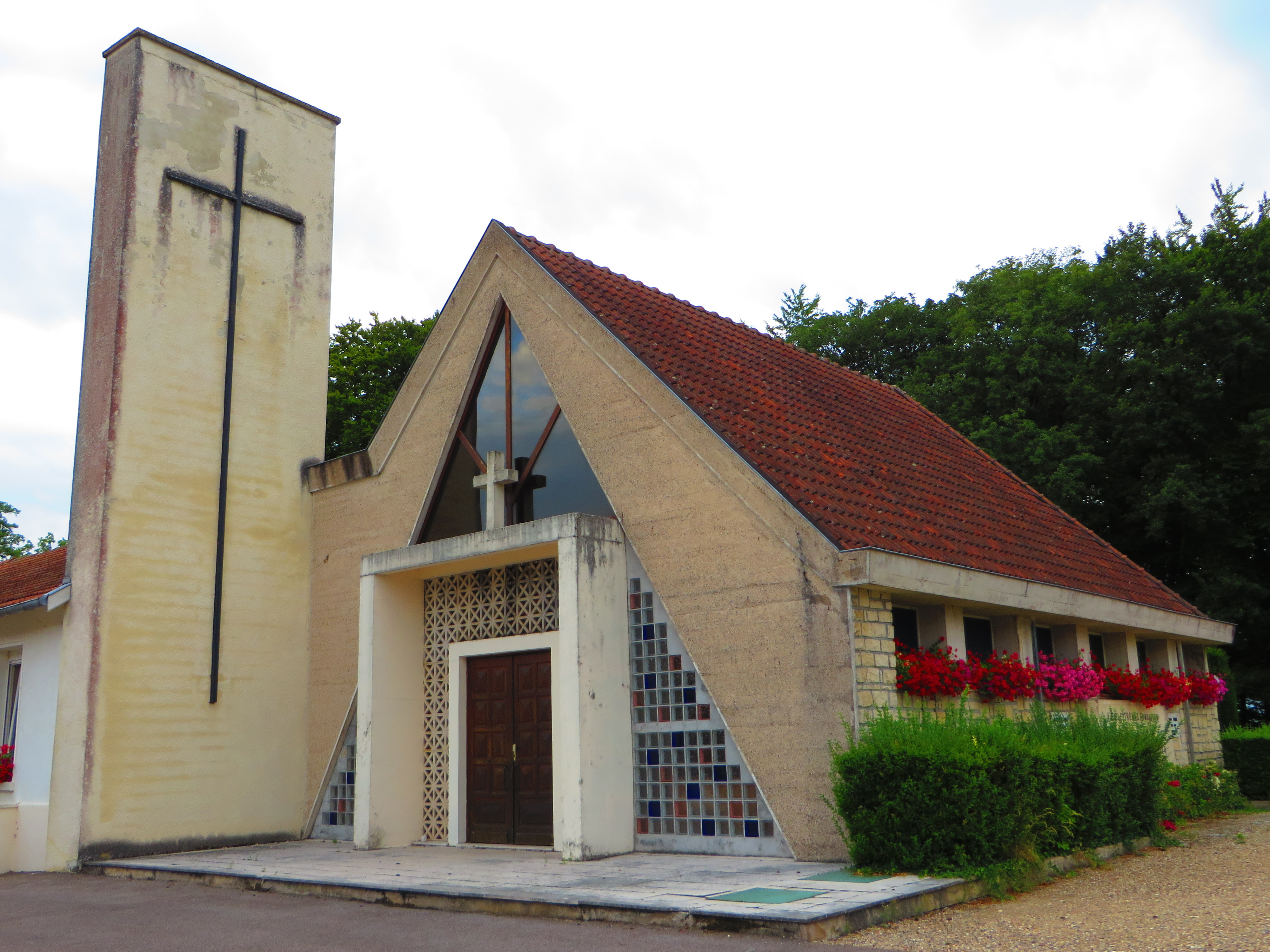
La chapelle du centre social des Islettes.

- L'église Saint-Didier de Clermont-en-Argonne XVe siècle, XVIe siècle, XVIIe siècle et XXe siècle[43]. On y trouve une « Mise au tombeau » de la fin du XVIe siècle, attribuée à Ligier Richier, le cénotaphe d'Hubert de Villez-d'Alamont, sculpté par Stephan Buxin (1909-1996) dans les années 1960-1976, des orgues de 1935 de la maison Théodore Jacquot & Fils[44] et des vitraux de Jean-Jacques Gruber (1936-1937). Elle est classée monument historique par arrêté du 09 septembre 1908[45].
- L'église Saint-Gorgon de Auzéville-en-Argonne XIIe siècle[46].
- L'église Saint-Michel de Jubécourt XVIe siècle[47].
- L'église Saint-Vannes de Parois, construite en 1843[48].
- L'église Saint-Rémi de Vraincourt XIIe siècle, restaurée en 1878 puis en 1918[49].
- La chapelle Sainte-Anne sur le Plateau de Sainte-Anne[50], la chapelle occupe l'emplacement de l'ancienne chapelle castrale alors dédiée à saint Oricle. Elle est reconstruite en 1338 par Henri IV, comte de Bar, et une fondation y est dédiée à sainte- Anne par la comtesse douairière Yolande. En partie détruite après la prise du château par Louis XIV, elle est restaurée en 1809. Endommagée en 1914/1918, elle est reconstruiteen 1920.
- La chapelle de l'ancienne faïencerie, vers 1700[51].
- La chapelle du centre social des Islettes[52], sur le ban de Clermont-en-Argonne.

### Personnalités liées à la commune
- Claude Manchand (1739-1809), notaire, homme politique né et décédé à Clermont-en-Argonne, député de la Meuse à l'Assemblée législative, maire de Clermont-en-Argonne en 1808.
- Casimir Bonjour (1795-1856), auteur dramatique, y est né. Une rue porte son nom.
- François Poirrier (1832-1917), homme d'affaires et politique né à Clermont-en-Argonne, sénateur de la Seine de 1889 à 1917.
- Tilda Thamar (1921-1989), actrice, y est décédée lors d'un accident de voiture.
- Michel Rufin (1920-2002), homme politique, ancien maire.
- Charles Nicolas d'Anthouard de Vraincourt (1773-1852), général comte de l'Empire, député de la Meuse et pair de France.
- Sœur Gabrielle (1872-1927), religieuse, supérieure de l'hospice des filles de la charité pendant la Première Guerre Mondiale.
- Emile Nicolas Grandpierre (1829-), menuisier, capitaine au 224e bataillon de la Garde nationale pendant la Commune de Paris de 1871 (source Dictionnaire Maitron)

### Héraldique
| Blason de Clermont-en-Argonne | Blason  | D'azur à six annelets d'argent percés de six flèches de même 3.2.1. mises en barre. |
| Blason de Clermont-en-Argonne | Détails | Il s'agit des armoiries des anciens seigneurs de Clermont (D'azur à six annelets d'argent, 3, 2, 1, traversés de dards de même). La commune de Clermont utilise de fait ces armes ainsi que l'atteste une copie de celles-ci sur l'en-tête d'une feuille de la mairie en 05/2018. |

### Dans la culture populaire
- Bien que le film ait été tourné en Yougoslavie, c'est dans la ville de Clermont-en-Argonne qu'est censé se passer l'essentiel du film De l'or pour les braves.